# Acalolepta bispinosa
Acalolepta bispinosa là một loài bọ cánh cứng trong họ Cerambycidae.